# Cephalodella megalotrocha
Cephalodella megalotrocha is een raderdiertjessoort uit de familie Notommatidae. De wetenschappelijke naam van deze soort is voor het eerst geldig gepubliceerd in 1934 door Wiszniewski.